# Sân bay Minh Nguyệt Sơn Nghi Xuân
Sân bay Minh Nguyệt Sơn Nghi Xuân là một sân bay tại Nghi Xuân, tỉnh Giang Tây, Trung Quốc. Sân bay nằm ở thị trấn Hồ Điền, quận Nguyên Châu. Là sân bay duy nhất ở miền Tây Giang Tây, nó cũng phục vụ các thành phố lân cận Bình Hương và Tân Dư ngoài Nghi Xuân, với tổng dân số 10 triệu người. Nó được đặt tên theo núi Minh Nguyệt, một công viên rừng quốc gia gần Nghi Xuân. Công tác xây dựng sân bay bắt đầu vào ngày 26 tháng 7 năm 2009. Ban đầu dự kiến mở cửa vào năm 2011, sân bay đã thực sự mở cửa vào ngày 26/6/2013